# Mary Fisher (misionera)
María Fisher Bayley Crosse, más conocida como María Fisher, fue una de las primeras predicadoras itinerantes cuáqueras del siglo XVII y forma parte del grupo conocido como los Valientes Sesenta.

## Biografía
Se cree que nació alrededor de 1623 en Yorkshire —posiblemente en Pontefract—, Inglaterra. Trabajó como empleada doméstica para Richard y Elizabeth Tomlinson en Selby. A finales de diciembre de 1651, escuchó el mensaje del fundador del cuáquerismo, George Fox, acto que marcó profundamente su vida y la llevó a convertirse en una activa defensora de la fe cuáquera.

## Ministerio y persecución
En 1652, como «publicadora de la verdad», reprendió públicamente al vicario de la iglesia de Selby tras un servicio. Fue encarcelada en York Castle, y posteriormente confinada de nuevo junto a Elizabeth Hooton y otras cuatro cuáqueras. Durante ese periodo participaron en la creación del panfleto False False Prophets and False Teachers Described (1652), instando a la gente a apartarse de la Iglesia de Inglaterra y buscar la «luz interior».
En los años 1653 y 1654 volvió a ser encarcelada en York por ofensas contra la iglesia en Pontefract. En diciembre de 1653, junto a Elizabeth Williams, caminó hasta Cambridge para predicar, donde fueron arrestadas, desnudadas en público y castigadas con azotes —siendo las primeras cuáqueras en recibir tal castigo por razones de ministerio—. En 1655, volvió a ser encarcelada en Newport Pagnell, Buckinghamshire, por reprobar al sacerdote local.

## Misión al Nuevo Mundo
En 1655, María Fisher y otra predicadora cuáquera, Ann Austin, zarparon al Nuevo Mundo con fondos de la comunidad cuáquera. Primero se dirigieron a Barbados, donde fueron bien recibidas e incluso convirtieron al teniente gobernador al cuáquerismo.
El 11 de julio de 1656, llegaron a Boston (Colonia de la Bahía de Massachusetts) a bordo del barco Swallow, convirtiéndose en las primeras cuáqueras en pisar las colonias de América del Norte. Recibieron una acogida hostil por parte de los puritanos liderados por el vicegobernador Richard Bellingham. Al arribar, fueron encarceladas, desnudadas y examinadas públicamente bajo sospecha de brujería; sus publicaciones fueron confiscadas y quemadas.
Un posadero llamado Nicholas Upsall intentó ayudarlas pagando sus multas a cambio de visitarlas en prisión, lo cual fue denegado; finalmente, él sobornó al carcelero para llevárseles comida, salvándoles la vida.

## Pertenencia a los Valientes Sesenta
María Fisher fue miembro del grupo conocido como los Valientes Sesenta (Valiant Sixty), compuesto por predicadores cuáqueros itinerantes que, en su mayoría oriundos del norte de Inglaterra, difundieron los principios cuáqueros por Gran Bretaña y las colonias norteamericanas durante el siglo XVII.